# Лямбда-матрица
Ля́мбда-ма́трица (λ-матрица, матрица многочленов) — квадратная матрица, элементами которой являются многочлены над некоторым числовым полем:
{\displaystyle A\left(\lambda \right)={\begin{bmatrix}a_{11}(\lambda )&a_{12}(\lambda )&\cdots &a_{1n}(\lambda )\\a_{21}(\lambda )&a_{22}(\lambda )&\cdots &a_{2n}(\lambda )\\\vdots &\vdots &\ddots &\vdots \\a_{n1}(\lambda )&a_{n2}(\lambda )&\cdots &a_{nn}(\lambda )\end{bmatrix}},\qquad a_{ij}(\lambda )=a_{ij}^{(l)}\lambda ^{l}+a_{ij}^{(l-1)}\lambda ^{l-1}+\cdots +a_{ij}^{(1)}\lambda +a_{ij}^{(0)}.}

## Связанные определения
Если имеется некоторый элемент матрицы, который является многочленом степени {\displaystyle l} и нет элементов матрицы степени большей чем {\displaystyle l}, то {\displaystyle l} — степень λ-матрицы. Используя обычные операции над матрицами любую λ-матрицу можно представить в виде
{\displaystyle A\left(\lambda \right)=A_{l}\lambda ^{l}+A_{l-1}\lambda ^{l-1}+\cdots +A_{1}\lambda +A_{0},}
где все {\displaystyle A_{j}} — матрицы. В случае если определитель матрицы {\displaystyle A_{l}} отличен от нуля, λ-матрица называется регулярной. Пример нерегулярной λ-матрицы:
{\displaystyle A\left(\lambda \right)={\begin{bmatrix}\lambda ^{4}+\lambda ^{2}+\lambda -1&\lambda ^{3}+\lambda ^{2}+\lambda +2\\2\lambda ^{3}-\lambda &2\lambda ^{2}+2\lambda \end{bmatrix}}={\begin{bmatrix}1&0\\0&0\end{bmatrix}}\lambda ^{4}+{\begin{bmatrix}0&1\\2&0\end{bmatrix}}\lambda ^{3}+{\begin{bmatrix}1&1\\0&2\end{bmatrix}}\lambda ^{2}+{\begin{bmatrix}1&1\\-1&2\end{bmatrix}}\lambda +{\begin{bmatrix}-1&2\\0&0\end{bmatrix}}.}

## Алгебра λ-матриц

### Сложение и умножение
λ-матрицы одного и того же порядка можно складывать и перемножать между собой обычным образом и в результате получится другая λ-матрица. Пусть {\displaystyle A\left(\lambda \right)} и {\displaystyle B\left(\lambda \right)} — λ-матрицы одного и того же порядка, имеющие степени {\displaystyle l} и {\displaystyle m} соответственно, и {\displaystyle k=\max \left\lbrace l,m\right\rbrace }. Тогда можно записать, что
{\displaystyle A\left(\lambda \right)=A_{k}\lambda ^{k}+A_{k-1}\lambda ^{k-1}+\cdots +A_{1}\lambda +A_{0},}
{\displaystyle B\left(\lambda \right)=B_{k}\lambda ^{k}+B_{k-1}\lambda ^{k-1}+\cdots +B_{1}\lambda +B_{0},}
где хотя бы одна из матриц {\displaystyle A_{k}} и {\displaystyle B_{k}} — ненулевая. Отсюда
{\displaystyle A\left(\lambda \right)+B\left(\lambda \right)=(A_{k}+B_{k})\lambda ^{k}+(A_{k-1}+B_{k-1})\lambda ^{k-1}+\cdots +(A_{1}+B_{1})\lambda +(A_{0}+B_{0}),}
{\displaystyle A\left(\lambda \right)B\left(\lambda \right)=A_{k}B_{k}\lambda ^{2k}+(A_{k}B_{k-1}+A_{k-1}B_{k})\lambda ^{2k-1}+\cdots +(A_{1}B_{0}+A_{0}B_{1})\lambda +(A_{0}B_{0}).}

### Деление
Предположим, что {\displaystyle B(\lambda )} — регулярная λ-матрица и что существуют такие λ-матрицы {\displaystyle Q(\lambda )} и {\displaystyle R(\lambda )} с {\displaystyle R(\lambda )\equiv 0} или со степенью {\displaystyle R(\lambda )}, меньшей степени {\displaystyle B(\lambda )}, что
{\displaystyle A(\lambda )=Q(\lambda )B(\lambda )+R(\lambda )}.
В этом случае {\displaystyle Q(\lambda )} называется правым частным {\displaystyle A(\lambda )} при делении на {\displaystyle B(\lambda )}, а {\displaystyle R(\lambda )} — правым остатком. Подобно этому {\displaystyle {\hat {Q}}(\lambda )} и {\displaystyle {\hat {R}}(\lambda )} — левое частное и левый остаток при делении {\displaystyle A(\lambda )} на {\displaystyle B(\lambda )}, если
{\displaystyle A(\lambda )=B(\lambda ){\hat {Q}}(\lambda )+{\hat {R}}(\lambda )}
и {\displaystyle {\hat {R}}(\lambda )\equiv 0} или степень {\displaystyle {\hat {R}}(\lambda )} меньше степени {\displaystyle B(\lambda )}.
Если правый (левый) остаток равен 0, то {\displaystyle Q(\lambda )} {\displaystyle ({\hat {Q}}(\lambda ))} называется правым (левым) делителем {\displaystyle A(\lambda )} при делении на {\displaystyle B(\lambda )}.
Если {\displaystyle B(\lambda )} — регулярная, то правое (левое) частное и правый (левый) остаток при делении {\displaystyle A(\lambda )} на {\displaystyle B(\lambda )} существуют и единственны.

## λ-матрицы с матричными аргументами
Вследствие некоммутативности умножения матриц, в отличие от свойств обычного многочлена для λ-матрицы нельзя записать равенство, аналогичное
{\displaystyle a_{l}\lambda ^{l}+a_{l-1}\lambda ^{l-1}+\cdots +a_{1}\lambda +a_{0}=\lambda ^{l}a_{l}+\lambda ^{l-1}a_{l-1}+\cdots +\lambda a_{1}+a_{0},}
поэтому мы определяем правое значение {\displaystyle A(B)} λ-матрицы {\displaystyle A(\lambda )} в матрице {\displaystyle B} как
{\displaystyle A\left(B\right)=A_{l}B^{l}+A_{l-1}B^{l-1}+\cdots +A_{1}B+A_{0}}, если {\displaystyle A\left(\lambda \right)=A_{l}\lambda ^{l}+A_{l-1}\lambda ^{l-1}+\cdots +A_{1}\lambda +A_{0}}
и левое значение {\displaystyle {\hat {A}}(B)} как:
{\displaystyle {\hat {A}}\left(B\right)=B^{l}A_{l}+B^{l-1}A_{l-1}+\cdots +BA_{1}+A_{0}},
и в общем случае {\displaystyle A(B)\neq {\hat {A}}(B)}.

### Теорема Безу для λ-матриц
Для λ-матриц существует свойство, аналогичное теореме Безу для многочленов: правым и левым остатком от деления λ-матрицы {\displaystyle A(\lambda )} на {\displaystyle \lambda E-B}, где {\displaystyle E} — единичная матрица, является {\displaystyle A(B)} и {\displaystyle {\hat {A}}(B)} соответственно.
Свойство доказывается через следующее разложение на множители:
{\displaystyle \lambda ^{j}E-B^{j}=(\lambda ^{j-1}E+\lambda ^{j-2}B+\cdots +\lambda B^{j-2}+B^{j-1})(\lambda E-B).}
При умножении обеих частей этого равенства на {\displaystyle A_{j}} слева и сложении всех полученных равенств при {\displaystyle j=1,\cdots ,l} правая часть будет иметь вид {\displaystyle C(\lambda )(\lambda E-B)}, где {\displaystyle \ C(\lambda )} — некоторая λ-матрица. Левая часть равенства, в свою очередь, будет равна
{\displaystyle \sum _{j=1}^{l}\lambda ^{j}A_{j}-\sum _{j=1}^{l}A_{j}B^{j}=\sum _{j=0}^{l}\lambda ^{j}A_{j}-\sum _{j=0}^{l}A_{j}B^{j}=A(\lambda )-A(B).}
Таким образом,
{\displaystyle A(\lambda )=C(\lambda )(\lambda E-B)+A(B)}.
Результат теперь следует из единственности правого остатка. Утверждение для левого остатка получается обращением множителей в исходном разложении, умножением полученного выражения на {\displaystyle A_{j}} справа и суммированием.
Следствие: чтобы λ-матрица {\displaystyle A(\lambda )} делилась без остатка на {\displaystyle \lambda E-B} справа (слева) необходимо и достаточно, чтобы {\displaystyle A(B)=0} {\displaystyle \left({\hat {A}}(B)=0\right)}.